# Каришків
Ка́ришків — село в Україні, у Копайгородській селищній громаді Жмеринського району Вінницької області.

## Географія
Знаходиться за 12 кілометрів від залізничної станції, за 45 км від районного центру.
Через село тече річка Погреби.

## Населення
«Карышков — село Могилевского уезда, Копайгородской волости. 154 двора. Жителей 1440 душ обеего пола. Находятся в 3-м стане, в 9 урядническом участке, в 4-м участке судебно-мирового округа (мирового судьи), в 1-м мировом посредническом и во 2-м участке судебного следователя».

(В. Гульдман, «Населенные места Подольской губернии. Алфавитный перечень населенных пунктов губернии с указанием некоторых справочных о них сведениях». Типография Подольского губернского права, 1893 год.)
«Во времена владения Карышковом дворянами Клопотовскими тут проживает 783 мужчины и 698 женщин крестьян-малоросов православного населения, за исключением 25 душ мещан. Католиков здесь 13 мужчин и 12 женщин, евреев — 7 мужчин и 5 женщин».
(«Повіат Могильовський у губернії Подольській. Опис географічно-історичний». Краків, 1902 рік).
У період до другої Світової війни офіційні переписи населення в колишньому Радянському Союзі були тричі: у 1926  (перший всесоюзний перепис), у 1937 (перший одноденний і «розстріляний» перепис) та в 1939 роках.
Більшість архівних даних цього періоду було знищено  «полум'ям» війни.
Хоча результати перепису 1937 року було оголошено «шкідливими» і знищено ще у 1937-му, через 10 днів після встановлення його результатів. А тих відповідальних працівників, що його проводили, було арештовано й репресовано.
Перший повоєнний перепис у СРСР (1959 року) встановив, що в Каришкові на той час проживало 1 656 чоловік, на обліку сільради було 504 двори.
І цей результат свідчив про те, що село потрохи оживало. У 1948 році  тут проживало всього 1342 осіб.
Перепис 1971 року встановив, що у Каришкові в 550 дворах проживає 1510 чоловік.
Різко збільшилась кількість каришківських дворів наприкінці 70-х — на початку 80-х — до 882 у 1982 році. Очевидно, це пояснюється впровадженням колгоспної програми з підтримки молодих сімей і надання їм земельних ділянок для забудови.
Останній  перепис населення в СРСР  1989 року засвідчив  скорочення населення та зменшення селянських дворів прямо пропорційно економічному занепаду.
Станом на 1.01.2001 у 461 дворі Каришкова проживало 1 072 людей. 
Станом на 1.01.2010 року у 330 дворах   – 816 громадян.
Станом на 1.01.2015 року  у 436 дворах — 872.

## Історія
Каришків засновано в другій половині 16 сторіччя.
В 17 столітті село було продано Євстафієм Виговським князю Домініку Любомирському, залишилося у володінні його роду протягом 18 століття. Від Любомирських Каришків перейшов до Фоми Клопотовського. Його сини Собеслав і Вітовт та їх нащадки володіли Каришковом до 1917 року.
1672 року в часи Руїни село зазнало нищівного нападу татар.
Під час голодомору у 1932—1933 роках, проведеного радянською владою, загинуло 124 особи.
На фронтах Другої світової війни в Радянській армії воювало 678 жителів села, 250 з них мали нагороди.
У Каришкові традиційно вирощувалися цукрові буряки, зернові культури, було розвинене м'ясо-молочне тваринництво.
Комбайнер М. І. Калинник був удостоєний звання Героя Соціалістичної Праці.
З інфраструктури в 20 сторіччі у селі працювали: бібліотека, профілакторій, середня школа, фельдшерсько-акушерський пункт із зуболікарським кабінетом; виходила колгоспна багатотиражна газета.
В 1990 році каришківський колгосп імені Дзержинського розколовся навпіл: трударі з Грабівців створили самостійне господарство — агрофірму «Колос».
1996 року відбулося розпаювання землі; КСП проіснувало до 2006 року.
В часи розпаювання земель та колгоспного майна було практично розібрано всі приміщення молочно-товарної ферми, телятники, дві контори колгоспу (стару і нову), зруйновано новий дитячий садок, в аварійному стані знаходиться будинок культури.
Після остаточного розвалу колгоспного виробництва окремі господарі села взялися фермерувати, зайнялися садівництвом.
2000 року у Каришкові було завершено розпочату 1991 року відбудову з нуля храму святого Дмитра.
12 червня 2020 року, відповідно до Розпорядження Кабінету Міністрів України № 707-р «Про визначення адміністративних центрів та затвердження територій територіальних громад Вінницької області», увійшло до складу Копайгородської селищної громади.
19 липня 2020 року, в результаті адміністративно-територіальної реформи та ліквідації Барського району, село увійшло до складу Жмеринського району.

### Коріння «росте» з Обухівки
Життя нинішнього Каришкова зародилося з двох хуторів на річці Жорнавка, де спершу оселилися всього кілька сімей. Треба так розуміти, вони займали територію, не більшу за ту, що сьогодні під хуторами Гальчинецькими, які сотнями років відчужено туляться собі в лісах поміж Каришковом, Копайгородом і Шевченковим. Без світла, без дороги з твердим покриттям, без магазину чи пошти — без будь-яких ознак сучасної цивілізації. Про цивілізацію сьогодні нагадає подорожньому хіба що вежа з передавачем одного із операторів мобільного зв'язку, яка височить над тими хуторами.
Дещо пізніше на іншій річечці нинішнього Каришкова — Коритниці, виникло поселення, що називалося Обухівкою. Дослідники вважають, що першопрохідцем тут був якийсь пращур із Бару Обуховський, котрий, не виключено, шукав собі затишну місцину біля води і щоб було недалеко від Чумацького шляху, який пролягав у параметрах нинішньої міжрайонної траси Шаргород — Бар. Він нібито оселився на тому місці, де за нинішніх часів знаходяться помешкання Савчуків. Місце було хороше: по один бік долина з річкою, по інший — долина із джерелом-криничкою і галявами, де зручно було випасати гусей. Отож, легко здогадатися, звідкіля взялася назва кутка — «Гусикова»…
Ну, а слідом за Обуховським з'явилися й інші шукачі життєвого щастя, ставши його сусідами, от і утворилося село, що звалось… звичайно ж, Обухівкою. Перший перепис Обухівки, зафіксований історичним документом, свідчить: мала вона 5 димів (будинків), 5 косарів, 3 плуги… Де затеплилося-зажевріло людське життя, там неодмінно з'являлося й потомство, якому властиво було теж мати своїх наступників. Сімей з однією чи двома дітьми в давнину і сім'ями не вважали… Ось так і розросталася Обухівка — від Гусикової аж до вигону. Тут наші предки починали справжнє налаштування сільського побуту зі спорудження греблі, щоб було де напувати худобу і прати білизну. Повені раз-по-раз забирали дерев'яні мости, але люди з впертою наполегливістю, що заслуговує на повагу, відбудовували їх знову і знову.
До речі, міст на вигоні, що зберігся до наших часів, тільки уже кам'яним, з"єднав шлях від Обухівки до Каришкова. Коли Обухівка розрослася і почалося освоєння лівого берега, через цей міст нові поселенці просувалися далі в ліси — на північ, у бік нинішніх Перепільчинець. І першою тут з'явилася вулиця, яку й до сьогодні називають Барановою. Ось так, зустрічаючись з односельчанами з Обухівки чи Баранової, каришківчанам  не гріх перед ними й капелюха скинути. Потомки наших пращурів все-таки!
Будували житла та інші споруди тоді люди просто, застосовуючи підручний матеріал. У гаях вибирали багаторічні дуби для слупів, що мали розсохаті закінчення, вкопували їх у землю, на їх основі зводили верх і покривали соломою. Все інше — стіни і перестінки — виганяли з глини методом найпростішого валькування. Лампачі по-каришківськи стали модними значно пізніше. А до деревини ставлення було дуже шанобливим. Якщо вже й брали вікового дуба, то як правило, для виправданих цілей: на спорудження хати чи стодоли (з одного відземка виколювали по 16—18 слупів), водяного колеса до млина чи опусту на греблі…
Каришковом село, за переказами, стало тоді, коли якийсь пан Каришковський чи то викупив його, чи просто отримав, як посаг за дружиною, котра походила з роду Каріотовичів. Було це тоді, коли Литовському князівству приглянулися наші чудові землі та ліси, й завойовники (по-сучасному колонізатори) прибирали собі до рук ці багатющі усіма скарбами природи території.
Існує й інша версія походження назви села Каришків. Це в своїх публікаціях стверджував історик і  дослідник історичних пам'яток Вінниччини Сергій Кокряцький, посилаючись на уривки твору Арістотеля «Про тварин». Давньогрецький мислитель писав, що в країні Будинів, які живуть навколо Карискоса, ніколи не народжуються білі вівці, а лише чорні.
Будини, за свідченням Геродота та й інших давньогрецьких учених, жили і  поблизу Дніпра, і на берегах Південного Бугу. Стефан Візантійський писав, що це було кочове плем'я. Воно переміщувалося на підводах, запряжених волами, і заселяло міста, у тому числі й Карискос, Галинець, якийсь Амадок. Тож, певно, окремі родини Будинів переходили на осілий спосіб життя. Можна припускати, що й назва цього племені походить від слова «буда» — курінь, хатинка, напівземлянка. Хоча існує й інше припущення: назва «будини» може бути спорідненою з українським словом «будень» — буденний, а ще раніше — пильний, бадьорий, що походить від праслов'янського сполучення «доб-день» — «Божий день». Якщо так, то зрозуміло, що ім'я своє Будини (інколи зустрічається «Бодини») отримали від річки Бог — Буг. Таким чином, їх легко ототожнити з літописними бужанами, які вели осілий спосіб життя на берегах  річки Бог у часи Київської Русі.
Геродот згадував, про те, що коли відбулася навала персів на Скитію, Дарій, опинившись у країні Будинів, спалив якесь невеличке дерев'яне містечко, з якого встигли втекти люди. Вважають, що це місто якраз і було Карискосом. Враховуючи, що у греків немає звука «ш», а замість нього вони завжди  застосовували «с» чи «з», виходить, що Карискос — це і був наш Каришків.
Про віроломні напади і навали на наше село усіляких загарбницьких орд ми ще згадаємо. А поки що простежимо логіку думки Сергія Кокряцького, який переконливо стверджує, що назва села Каришків  все-таки походить від давньої основи «Кари» — «шар», «шкіра», «скора». Звідси безліч українських слів: скіра, скорина — шар хліба, кора — луб дерева і так далі. В словнику Гезихії знаходимо, що грецьке «Карнос» — то «вівця», а раніше, певне, й овеча шкіра, руно. Подекуди навіть грецьку назву будинського міста писали як Скариско. Отже, це була місцевість, де вичиняли овечі шкіри.  Тому Арістотель і згадував про отари овець у Будинів, які мешкали в околицях Каришкова — Овечого міста.
Цікаво, що місцеві селяни добре пам'ятають: у Каришкові та його околицях, дійсно, ніколи не  було білих овець. Хоча люди тут споконвічно тримали овець і майже в кожній хаті були верстати для роботи з пряжею із вовни. Виробляли також чорні кожухи, чоботи. Каришківські чоботи славилися на всю округу. Розповідають, що навіть під  час фашистської окупації 1941—1944 років сюди, у Каришків (?), приїздили румунські солдати ніби лише за тим, щоб придбати чи виготовити собі чудові та м'які каришківські чоботи. Люди казали: «Як народиться біла вівця, то її можна фарбувати на рядна». Біла вівця — то була велика радість і щастя для родини.
На Поділлі чорнорунне стадо було винищено у 1936—1937 роках. У газеті «Більшовицька правда» тих часів читаємо, що наказом Раднаркому УРСР на Вінниччині заплановано розводити тонкорунну білу вівцю «меринос-прокос». А от всіляких «метисів» (чорну вівцю) необхідно було знищувати. Отже, нанівець було зведено саме те стадо, що було притаманне Поділлю впродовж багатьох років і яке так цінували. У ті страшні сталінські тридцяті роки «винними» ставали не тільки безвинні люди, а й вівці…
Як на мене, друга версія стосовно назви нашого села значно поступається першій. Бо історично доведеним фактом є те, що Каришковом  тривалий час володів пан Каришковський, який представляв тут Литовське князівство. Це було якраз тоді, коли селяни уже обжили обидва береги Коритниці.  Згодом литовців  потіснила і надовго осіла в наших краях польська шляхта.
У 1591 році Ян Замойський «пожалував» наше молоде тоді  село Івану Арнальту із синами Прокопом, Іваном, Яремою та його товаришу Мамишу. А у 1613 році Томаш Замойський затвердив право вічного володіння Каришковом за дітьми Мамиша. За переказами, то була винагорода за шкоду, завдану Мамишу під час нападу ворога на Шаргород. Як довго Мамиші володіли Каришковом — невідомо.
Наприкінці XVII століття поселення Каришків разом з іншими селами Барського староства було продано Евстафієм Виговським князю Домініку Любомирському і залишилося у володінні його родичів  протягом всього XVIII століття. Від Любомирських Каришків перейшов у володіння до Фоми Клопотовського. Сини його Собеслав і Вітовт володіли Каришковом до І917 року.
… Виходить, Тичукам, Савчукам, Пилипчукам, Яремчукам, Франкам, Буцвінам, Мацькам — а родини із цими прізвищами у Каришкові в усі часи, за всіх віків були найчисельнішими — знадобилося … всього п'ять-шість століть, щоб перетворити вікову  діброву на село з полями та лісами у звичному для нас розумінні. Сьогодні вже не знайдемо ні в якій окрузі такого дуба чи береста, що потрібно було б братися за руки кільком рослим хлопам, аби його обійняти. Проте можемо пишатися хоча б тим, що впродовж останньої сотні років, коли села сягнула механізація, електрифікація, хімізація, меліорація та інші не згадані «ації», жодному голові місцевого колгоспу не прийшло в голову (як оте винищення чорнорунних овець!) розширювати гектари орної землі за рахунок безкраїх лісів –  Копайгородського, Олькового, Голубового, Перепільчинецького, Корчиків… Вони, мов зелена фортеця, оберігають Каришків зі всіх його сторін і бережуть у нашій пам'яті такі природні і такі звичні для багатьох поколінь назви урочищ, як Ришків, Борсуче, Ляхавка, Лучкова, Шаргородщина, Круглий Яр, Вікнина…
ГОЛОД — НЕ ТІТКА…ПИРІЖКА НЕ ПОДАСТЬ
Про голодомор 1932—1933 років у Каришкові та за його межами
… — Боротьба за 100-відсоткову колективізацію у 1932-му посилювалася. Вже й «куркулів» у селі не було. Їх засудили і вислали в Сибір, у табори ГУЛАГу, а селянам все доводили і доводили непосильні плани хлібоздачі та грошових податків. Звісно, вони не могли виконати «зашкалених» завдань, тому потрапляли під суд та конфіскацію майна, — писав у своїх спогадах М. М. Франко.
```
«Колгоспові теж спустили захмарні плани хлібоздачі. Зерно вивозили прямо з-під молотарки. З токів і комор повигрібали навіть посівне зерно. Колгоспникам за трудодень дісталося по 100 чи по 200 грамів хліба. Свій річний заробіток вони приносили додому на плечах, у торбинці.
```

Вимітали все до зернини і до останньої картоплини. Цим розгулом керували представники району Катєров, Немерський, Халупняк, Фельберт та інші за сприяння місцевих активістів Юхтима Саюка, Яреми Грабалюка, Максима Гуменюка (Мусикового), Мортка Шергерта, Степана Пилипчука (Спритного), Павла Дідури… Ці кати і призводителі голодної смерті із залізними палками-штирками ходили по селянських помешканнях і шукали зерно. Забирали все, що можна було варити і їсти. Не гребували навіть останньою мискою зерна чи борошна, знайденою десь на запічку. Не залишали нічого, навіть на приварок дітям. Перед очима завжди картина, як Юхтим Саюк вириває з моїх рук глечик із просом і, зрештою, забирає його.
```
Конфісковували не лише хліб, а й одяг, домоткане полотно, рядна, подушки, взуття… Все це потім спродувалось за безцінь, а гроші за майно нібито здавали у райфінвідділ як податок. Іноді, правда, невідомо було, де воно все дівалося.
```

Без сліз неможливо згадувати, що було після такого здирства і зачисток. Всі поголовно голодували. Хотілося їсти день і ніч. Але готувати їжу не було з чого. Якщо хтось щось і варив, то воно було, ну, ду-же ріденьким. В очах ставали темно-жовті кола. Мама, щоб не дати нам пропасти, вимінювала за свої шлюбні обручки, гарно вишиті рушники, рядна, за скло з великих образів стакан-два борошна або зерна. У той час нам видавалось, що найвищим блаженством на землі є щастя з'їсти шматочок хліба. Бодай навіть самого… Ми, маленькі, від виснаження ходили по хаті потихеньку, як старі, хворі люди. Скрізь, по всіх закутках шукали, чим би поживитися.
Завжди була спокуса вкрастися на колгоспне поле, але там постійно чатувала охорона з числа активістів. І вже якщо хтось попадався, з тюрми, можна сказати, не вертався. Був, щоправда, у селі один детективний випадок, коли Микола Сазонович Гагалюк вернувся «з того світу». У прямому розумінні слова. Він мені сам розповів про це 1948 року. Будучи голодним і пухлим, він вкрався на сусідній город Дмитра Ш. і вирвав кілька кущів молодої картоплі. Господар його впіймав і прив'язав до грушки. А вечором почав жорстоку розправу. Бив, аж поки хлопець не втратив свідомість. А тоді виніс на цвинтар і «підхоронив» його у склеп священика Струцінського. Перед тим цей склеп хтось збоку розібрав, заліз до могили і зняв із покійника золоту обручку і нагрудний хрест, які можна було обміняти у Торгсині (спецмагазин) на пуд-два борошна, щоб не вмерти з голоду.
Усі, хто знав про цю історію, думали, що «Колюсь» помер. А він у могилі священика прийшов до тями, побачив між камінням світло і почав розгрібати землю. Подумав, що перебуває у льоху, аж потім усвідомив, що похований заживо у могилі священика. Прийшовши додому, посидів на призьбі, попив води і знову безстрашно пішов у город до сусіда, тепер уже іншого — Леонтія Р., бо їсти так хотілося, що навіть не страшно було знову опинитися в могилі поруч із покійником.
Взимку 1933 року все це переросло у масовий голод селян. Люди мали вигляд скелетів із запалими, божевільними очима, або опухали, як колода. Вони, мов притравлені, ходили від хати від хати, від двору до двору в пошуках хоча б чого-небудь. Люди змушені були ховати з подвір'я навіть казани, у яких варилися картопля і буряк для курей. Мій брат Михайло, якому було всього два роки, перестав ходити, він тільки сидів та лежав. Я теж весь опух. Після сну очі затягувалися пухлістю і до полудня я нічого не бачив. Навпомацки йшов під яблуню, щоб з'їсти якогось теребуха. Бабка Фросина теж вся спухла і згодом померла…
Весна 1933 року була жахливою. Йшли часті затяжні дощі. Все, що можна було поз'їдати, люди поз'їдали. У селі настала тиша: не співали півні, не було чути гавкання собак, не було видно котів. На ставках уже не було чути кумкання жаб, у лісах повизбирували усіх равликів. Їли левурду, лободу, бурякове насіння, цвіт акації. Визбирували торішню гнилу картоплю, викопували кільця або лушпиння щойно посадженої картоплі. Після такої їжі люди падали, як мухи. Почався масовий мор. За мерцями уже мало хто плакав. Про таких казали: «Дуже хотів їсти і вже й наївся». Тобто — помер. Пропадали з голоду всі — і одноосібники, і колгоспники. Мертвих, опухлих везли на цвинтар і ховали у загальну могилу.
У могилу моєї бабки Фросини опустили тіло мого товариша Андрія Франка (11 років). А через день Йосип Франко там же поховав ще й Степаниду — Андрійкову маму. Батько їх, Василь Франко, помер кількома днями раніше і невідомо, де його поховали. Ця сім'я була уже з числа колгоспників.
Наступної весни 1934 року, ми разом із татом підправляли могилу бабки Фросини, садили черешню… Я робив на могилі ямку руками, як то люблять гратися діти у м'якому ґрунті, і добув слизькі кісточки, показав татові. Він сказав, що то пальчики маленького Степана і закопав їх трохи глибше… Тоді одночасно в одній могилі могли покоїтися і дві, і три жертви голодної смерті. У 1932—1933 роках, за опитуванням старших людей, у Каришкові померло 125 дорослих і малих односельчан. Досі не зрозуміло, заради чого і заради кого були такі жертви?! Причому, страждали не тільки одноосібники, а й колгоспники. Виживали хіба що сім'ї, яким вдавалося уберегти годувальницю-корову. Її, щоб бува не вкрали і десь у лісі не зняли з неї шкуру, заводили на ніч до хати. Картоплю і буряки теж закопували прямо у хаті чи коморі"…
… Картинку із тогочасної голодної і оповитої людськими обмороками та смертями каришківської натури доповнює черговий лист Магди Хоманн своїй зведеній сестрі, яка не могла їй пробачити одруження з українцем Олексою Кучинським. Скрута і розпач настільки допекли стражденній емігрантці, що та у відчаї переступила через десятирічне відторгнення з боку своєї старшої сестри Августи й наважилася звернутися до неї по допомогу.
«Мої дорогі, сестро та швагер!
…Тут знову настала зима, а в нас багато чого немає. Я ніколи б не жалілася, аби тільки б скінчився більшовизм. У нас забрали буквально все, щось купувати дорого, у нас зовсім немає грошей. Ми не хочемо бути в колективному господарстві, тому вони нас зробили жебраками та обзивають «кулаками» (роз'яснюю: це — експлуататор, заможний селянин).
Алекс ще й досі дуже хворіє. Лікар виявив у нього розширення легенів та неміч серця. Але тут неможливо дістати бодай якісь дієві ліки. Раніше ми отримували всі ліки з Німеччини та Франції, а тепер усі ці канали перекриті. Ось тому й немає чим зарадити хворобі. Лікар нам каже, що ви змогли б надіслати з Німеччини таблетки «ЛІПЕШКЕ ВАЛЬДЕ», мовляв, вони дуже помічні для легенів і серця. Щоправда, надто дорогі. Є ще багато всіляких інших таблеток, допоможи, люба сестро! Певно, ти навіть змогла б їх запакувати в конверт із листом. Ми вам за все віддячимо, якщо Бог нам збереже життя та діждемося інших часів, тоді ми довіку не забудемо вас.
У мене таке враження, що ще цього року ми зазнаємо мученицької смерті, так близько підступає до нас голод і, здається, взимку він буде ще лютішим. Хлібозаготівля триває до 1о січня. Це відбувається так: 10—15 чоловіків заходять на обійстя з револьверами та беруть все, що їм потрапить на очі. Хто має більше, у того більше й забирають, часто виганяють із хати. Тюрми переповнені селянами, тими, що недостатньо здали хліба. Ми їмо варене зерно та кукурудзяну кашу. М'яса та інших жирів вже давно не куштували. Чимало людей їдять м'ясо коней та собак. Я так не можу — краще вже померти.
Ви не можете сповна уявити тутешньої нужди, тому що маєте добре життя. Наші продукти йдуть за кордон за безцінь. Для нас же фунт хліба коштує 4 рублі, сала — 12 рублів, все дуже дороге. За долари можна купити все значно дешевше, але ж звідки їх взяти? Євреї часто отримують долари з Америки і купують усе, чого їм бракує. Ми ж надіємося тільки на кращі часи.
У своєму листі, будь ласка, дай зрозуміти мені чітко і ясно, чи можемо ми надіятися на війну чи на якийсь переворот? Інакше краще одразу стрибнути з моста у воду та й втопитися. Необхідного паперу для листів — і того тут не знайти, тому коли ти, люба сестро, будеш писати мені, поклади ще й чистий конверт. І ще ось про що я тебе прошу: поклади до конверта насіння брюкви. Було б у мене 20—30 зерняток, я б їх посіяла та виростила. В них тут цього не водиться. І можливо, можеш ти вислати порошків для внутрішнього застосування чи таблеток для Алекса? Він дуже кашляє, у нього сильні мокроти, знову лікар поставив діагноз розширення легенів та захворювання серця. 
У нас велика завірюха, снігів намело більше метра заввишки, дуже холодно та незатишно…
Або ж, люба сестро, якщо складеться по-іншому, вишли посилку з ліками післяплатою. Дасть Бог, ми уже якось спроможемось і заплатимо тут. Зробіть, як вам зручніше. 
Два дні тому тут було вбито двох чоловіків: одного задушили, іншому розрубали голову на три шматки. Тут вже давно тривають вбивства та крадіжки. Ночуємо у страху.
В цілому у нас усе без покращень…
Каришків, 18.01.1933 р.».
Людському розуму неможливо повірити в таке: на Вінниччині, де на 5 млн. 249 жителів в 1932 році припадає понад 5 млн гектарів землі, з них на кожну душу населення цілих 0,72 гектари орної, однієї з найродючіших земель у світі, люди масово мруть від голоду. Дослідник цього страшного геноциду, вінницький професор-історик Ілля Шульга, опираючись на архівні дані, підрахував: Голодомор на Поділлі в 1932—1933 роках забрав життя 1 669 564 осіб (!).
Ті, хто вивчає Голодомор 1932—1933 років, не мають одностайності у трактуванні причин цього жахіття в Україні. Західні історики більше схиляються до того, що основними приводами сталінсько-комуністичних екзекуцій були національно-політичні чинники. Дж. Мейс, зокрема, вважав, що «Сталін, Каганович, Постишев та інші їхні поплічники запланували знищення українського селянства як свідомої національної верстви і здійснили це шляхом штучного голоду». Такої ж думки Р. Конквест. Деякі російські та українські історики вважають, що голодомор мав соціально-економічне підґрунтя, спричинене насильницькими хлібозаготівлями та поверненням до скомпрометованої продрозкладки.
Немає одностайності й у визначенні кількості жертв голодомору. Одні називають 5 мільйонів жертв, інші — 3,5 мільйона… Існує й припущення, що тільки у 1933-му Україна втратила майже 3 мільйони своїх громадян…
…Історія — то дивовижна річ! Пишуть її, фантазують у ній, перебріхують кожен по-своєму. У тритомнику мемуарів «Друга світова війна» один із коронованих учасників цієї війни англійський прем'єр-міністр Вінстон Черчилль згадує свою розмову у Кремлі зі Сталіним у 1942 році так: «Скажіть мені, — запитав я, — ви особисто так само відчуваєте на собі тягар цієї війни, як проведення політики колективізації?
Ця тема одразу пожвавила маршала. — Та ні, — сказав він. — Політика колективізації була страшною боротьбою. — Я так і думав, що ви вважаєте її важкою, — сказав я, — адже ви мали справу не з декількома десятками тисяч аристократів чи великих поміщиків, а з мільйонами маленьких людей. — З десятьма мільйонами, — сказав він, піднявши руки. — Це було щось страшне, це тривало чотири роки, але для того, щоб позбутися періодичних голодовок, Росії було абсолютно необхідно орати землю тракторами. Ми мали механізувати наше сільське господарство. Коли ми давали трактори селянам, то вони ламалися через кілька місяців. Тільки колгоспи, що мають майстерні, можуть вправлятися з тракторами. Ми з усіх сил старалися пояснити це селянам. Але з ними було даремно сперечатися. Після того, як ви все викладете селянинові, він каже вам, що має піти додому і порадитися з дружиною, порадитися зі своїм підпасичем.
Це останнє висловлювання було для мене новим у цій темі. — Обговоривши із ними цю справу, він завжди відповідає, що не хоче колгоспу і краще обійдеться без тракторів.
– Це були люди, яких ви називали куркулями?
– Так, — відповів він, не повторивши цього слова. Після паузи він зауважив:
— Все це було дуже гидко і важко, але необхідно.
— Що ж сталося? — запитав я.
–Чимало із них погодилися іти з нами, — відповів він. — Деяким із них дали землю для індивідуального обробітку в Томській області, чи в Іркутській, чи іще далі на північ, але основна частина їх була непопулярна, і вони були винищені своїми наймитами. Настала доволі тривала пауза. Потім Сталін продовжував:
— Ми не тільки величезною мірою збільшили постачання продовольством, а й незміримо поліпшили якість зерна. Раніше вирощувалися різноманітні сорти зерна. Тепер у всій нашій країні нікому не дозволяється сіяти абиякі інші сорти, крім стандартного радянського зерна. Інакше із ними поводяться суворо. Це означає ще більше покращення постачання продовольством. Я приводжу ці спогади в міру того, як вони спадають мені на пам'ять, і пригадую, яке сильне враження на мене тоді справило повідомлення про те, що мільйони чоловіків і жінок знищують або навіки переселяють. Безперечно, народиться покоління, якому будуть невідомі їхні страждання, але воно, звичайно, матиме більше їжі і благословлятиме ім'я Сталіна. Я не повторив афоризм Берка: «Якщо я не можу провести реформ без несправедливості, то не потрібно мені реформ». В умовах, коли довкола нас лютувала світова війна, здавалося даремним моралізувати вголос». Письменник Михайло Каменюк і журналіст Віктор Скрипник у своїй книзі «Чотири вінницьких броди», присвяченій 75-річчю Вінницької області, наводять інформаційний лист секретаря Вінницького обкому КП(б)У В. Чернявського секретареві ЦК КП(б)У П. Постишеву про судові вироки в ході хлібозаготівель від 17 вересня 1934 р. під грифом «Цілком таємно»: «За фактами, вказаними в Ваших листах від 9 липня і 1 вересня 1934 р. про крадіжки хліба в бурякорадгоспах, як безпосередньо з полів, так і при транспортуванні на пункти «Заготзерно», обком вжив цілий ряд заходів боротьби з цими явищами.
За час збиральної кампанії судовими органами було розглянуто 409 справ за крадіжку колосків. Облсудом було розглянуто (як першою інстанцією) 16 справ, пов'язаних із крадіжкою хліба. По цих 16 справах було засуджено 43 чол., з них 5 чол. –до розстрілу і 20 чол. — позбавлення свободи на 8—10 років.
Лише по бурякорадгоспах судовими органами було розглянуто 30 справ за крадіжку хліба, засуджено 45 чол., з них 2 чол. — до розстрілу, решту — на різні роки позбавлення свободи». І все це лише маленька крапля в морі сталінського «правосуддя» на Поділлі.
Звичайно, нащадки Гонти, Богуна і Кармелюка не йшли покірно на заріз. Про це свідчать десятки документів, що їх відшуковують невтомні краєзнавці.
Наприкінці 1932 — початку 1933 року ДПУ ліквідовує повстанську організацію «Гуляй-Воля», засновану на території Козятинського, Калинівського і Махнівського районів на чолі з петлюрівськими отаманами Кравченком-Пугачем, Карим і Артимчуком. Крім Поділля, повстанці поширювали свою діяльність і на Київщину. Повстанком називався «Гуляй-полем». Метою організації було повалення радвлади і відновлення УНР.
За цією справою наприкінці 1932 року тільки в с. Заливанщина Калинівського району було заарештовано 20 чоловік.
29 квітня 1933 року судова «трійка» при колегії ДПУ УРСР ухвалила розстріляти лідерів «Гуляй-Волі» Олександра Олексійовича Горецького та Василя Полікарповича Омельчука. Решта гуляйволівців були ув'язнені та заслані на строк від 3 до 10 років.
У квітні-травні 1932 року особливим відділом Вінницького облвідділу ДПУ було ліквідовано повстанську організацію «Інтернаціонально-трудове братство» на чолі з учасником національно-визвольної революції 1917—1920 рр. Семенюком Яковом Івановичем, службовцем Спичинського цукрозаводу, уродженцем с. Зозів Липовецького району.
Організація діяла на теренах Липовецького та Плисківського районів і мала на меті поновлення УНР. В цих районах повстанцями керували Дмитро Кариков та Михайло Осадчий. Планувалося загальне повстання в ніч з 23 на 24 квітня, але виступити встигли тільки повстанці сіл Андрушівка та Паріївка Плисківського району.
…Повертаючись до нашого болісного каришківського мартиролога, так і хочеться у тисячний раз поставити риторичне питання: чи зможемо ми нарешті подолати ту силу, що впродовж багатьох десятиліть пила кров українців?!. Чотири «революційних» закони Верховної Ради стосовно декомунізації передбачають, що «клин вибиватиметься клином». Уже найближчим часом нашому поколінню належить демонтувати пам'ятники усім комуністичним діячам, з іменами яких наші діди і прадіди щодня в страху лягали спати і щодня в страху просиналися… Потім усім населеним пунктам, перейменованим на честь цих «кровопивців», належить повернути їхні історичні імена та назви…Не виключено, сусіднє з Каришковим Червоне знову стане Грабівцями… Законом «про правовий статус борців за незалежність України» вперше за 100 останніх років на законодавчому рівні визнається агресія Радянської Росії проти України у 1917—1920 роках, а також її окупація та анексія. Символічно, що цей законопроєкт вносив на розгляд Ради Юрій Шухевич, син легендарного головнокомандувача УПА (Української повстанської армії) Романа Шухевича. Усі попередні спроби визнання бійців УПА борцями за незалежність України завершувались, як правило, загальними обвинуваченнями і силовою штовханиною. Держава також взяла на себе зобов'язання остаточно відкрити усі архіви усіх каральних органів колишнього СРСР. Немає сумнівів, що «розпаковані» архівні документи дадуть нам стільки поживи для переосмислення й оцінки комуністичного режиму та радянської влади, що досі озвучені та опубліковані дані про насильницьку колективізацію, голодомори, репресії та сибірські будні не найгірших представників України покажуться нам просто пережитками історії. Бо що було — те було: через коліно «соколів» Дзержинського, Берії, Малєнкова і всієї їхньої насильницької камарильї ламалися не просто хребти чи долі окремих «непослушників», знищувалися — у прямому розумінні слова — цілі сім'ї, нації та народності.
```
Нам варто це пам’ятати. Бо хто не знає і не пам’ятає свого минулого, той не має і не вартий майбутнього!
```

ЗОЛОТИЙ ЗОРЕПАД 1971-ГО.
```
ВІДМІНИТИ НЕ МОЖНА ЗАБУТИ
```

Все пізнається у порівнянні!
Історики, які досліджують XX і XXI століття, період правління Л. Брежнєва називають «світлою смугою». Є й навіть переконані, що це був «золотий вік», адже голодом ніхто нікого вже не морив, до Сибіру не гнав, бомби на голови не «сипав», храми не зносив. У минуле відійшли й колгоспні «хрестики» за трудодні, селянам навіть пенсії почали виплачувати. Хай невеличкі — по 8—12 карбованців, але сам факт був оптимістичним!..
У рідному Каришкові в ці часи також повіяло вітром перемін. Сюди головою колгоспу було направлено молодого, сповненого енергії І. П. Гуменюка, який мав твердий, переконаний погляд на суспільне життя і уже проявив свої організаторські здібності в сусідньому Польовому, звідки був родом. Майбутній каришківський голова впродовж кількох років освоював ази мудрості у військовому училищі й готував себе до армійської муштри, але так склалося, що став «командиром» одного з найбільших колгоспів району. — Наші батьків любили одне одного ще зі шкільних років, — розповідає Г. І. Буцвін, донька І. П. Гуменюка. — А коли після 4 курсу тато запропонував мамі одружитися, йому довелося робити вибір між військовою кар'єрою й одруженням на доньці «куркулів», висланих до Сибіру. Нічого не вдієш, такі були часи. Він віддав перевагу шлюбу з мамою, розпрощався з майбутнім офіцерством і повернувся в рідне Польове. Маючи освіту, працював у місцевому колгоспі, а пізніше, й уже назавжди, ми перебралися до Каришкова.
Хто пам'ятає ті часи, підтвердить: Каришкову потрібен був справжній господар: здібний організатор, який вболівав би за селян, як за власну сім'ю, як батько. Село було великим, робочої сили вистачало — люди після жорстокого сталінського «фаршування» на колгоспну роботу ходили, як на свято. Бувало, їде ланка жінок зранку на буряки — співають, повертаються — співають. Школа теж відчула приплив повоєнної генерації — два з половиною десятки вчителів навчали понад 350 учнів. А от зі всім іншим було скрутнувато. Єдиною доріжкою до цивілізації була коротка шосейка від колгоспних гаражів до шаргородської поворотки, фермських приміщень не вистачало, клуб — і той тулився в колишньому попівському помешкані… Словом, роботи в Гуменюка було — не початий край. І він взявся за неї, як справжній, дбайливий господар, отець сімейства.
Каришківчани поміж собою його так і називали: «тато». Дні і ночі Іван Павлович присвятив п'ятирічкам (5-річні плани були тоді альфою і омегою планової радянської економіки). Курс було взято на вирощування зернових і відгодівлю нетелів. І колгоспний «мурашник» ожив по-новому, активно заворушився. «Батько не спав сам і не давав спати іншим», — зауважила у нашій розмові Г. І. Буцвін. І це було насправді так. Тоді казали: хочеш побачити Івана Павловича о 5-й ранку — йди на короварню, хочеш щось у нього перепитати о 6-й — прошкуй до тракторного стану, а якщо заспав — іди на 7:30 до контори, на наряд… Пізніми вечорами його «УАЗик» міг запросто вихопити світлом фар постать крадія біля скирди соломи в полях, чи в колгоспному саду, чи на тій же фермі…
Моя бабуся Тетяна Яківна Кучинська розповідала, що рука господаря з приходом Гуменюка відчулась відразу. Чого в межах села значило тільки введення в експлуатацію чотирирядного телятника, чи так званого «брудера» — своєрідного «дитячого садочка» для щойно відлучених теляток від своїх мам! Зі всього району звозили сюди коров'ячу малечу… А потім — впорядкування фермських приміщень дорогами з твердим покриттям, відкриття там фельдшерського пункту, профілакторію…
Що таке «не спав сам і не давав спати іншим», наша багатодітна сім'я відчувала на собі щодня і щоночі впродовж майже всіх 365 днів на рік. Виняток складали хіба що ті зимові дні, коли батьків «ГАЗон» стояв на капремонті. В усі інші пори року для батька — колгоспного водія, завжди знаходилися роботи, що починалися о 4—5 ранку й завершувалися далеко за північ.
На перший погляд здається, що можна перепочити взимку, коли роботи ніби-то немає біля землі. Але це ж тільки на перший погляд. Адже в колгоспі велика ферма, на яку жом треба возити із неблизького Ольчедаєва?.. Та ще й бажано зробити дві ходки, вистоявши кілометрові черги біля жомової ями на цукрозаводі… От і виходить, що батькові потрібно було стартувати з дому не пізніше 4 ранку. Виїдеш пізніше, цілий день простоїш у черзі і зробиш тільки одну нерентабельну ходку. Навесні — вивезення органічних добрив і посівна; влітку — жнива: вдень біля комбайна, вночі на току або на вивезенні зерна на хлібоприймальне підприємство у с. Вендичани. Та ще й зранку, допоки спаде роса і комбайни не підуть у поле, треба із гірні повозити вапнякових порід на засипку сільських доріг. А восени знову «запара»: треба до настання перших морозів зібрати й вивезти з поля цукрові та кормові буряки. І знову робочий графік водіїв надзвичайно щільний.
Не «солодшою» була колгоспна доля й у трактористів, комбайнерів, доярок, телятниць, свинарок, фуражирів…
Важка, почасти — від зорі до зорі, праця дала обнадійливі результати. Рідний Каришків у той час розвивався семимильними кроками. Банківський рахунок колгоспу з року в рік поповнювався, доходи перетворювалися на прибутки і материалізовувалися в новобудови. І настав час, коли до села, що тулиться в найвіддаленішому закутку Барського району, потягнулися колеги-журналісти, щоб зі шпальт видань та з екранів телеканалів поширити славу про колгосп, який став мільйонером, делегує своїх представників на різнокаліберні всесоюзні форуми.
```
1971 рік виявився для нашого села не просто роком найвищих виробничих досягнень, а роком «золотого» зорепаду. Одразу четверо представників місцевого господарства стали згідно з указом Президії Верховної Ради України лауреатами найвищих державних нагород: комбайнер Михайло Іванович Калинник — Героєм Соціалістичної Праці; завідувачка свинофермою Пелагея Омельянівна Яремчук — кавалером ордена Леніна; голова колгоспу Іван Павлович Гуменюк — кавалером ордена Жовтневої революції; бригадир тракторної бригади Федір Гаврилович Посполітак — кавалером ордена Трудового Червоного Прапора. Чотири найвищі державні народи — трудівникам одного господарства! Факт — із розряду вражаючих. Надто для державної системи, де все чітко планувалося й виконувалося згідно рознарядки: за статтю, за віком, за родом діяльності.
```

Сьогодні, на жаль, цей факт у Каришкові вже майже призабутий. Як призабуті й нагородження орденами та медалями тієї пори багатьох інших наших односельчан — комбайнера В. Я. Гуменюка, трактористів С. П. Присяжнюка і В. І. Тичука, ланкових П. А. Кільчицької, М. П. Бекіс і Л. К. Гуменюк, ветеранів трудової ниви К. В. Сай-Боднара та І. К. Гуменюка… Але ж люди праці не винні в тому, що система геральдики у нас була і залишається вражена політикою.
Голові І. П. Гуменюку в ті роки було не соромно — ні за себе, ні за людей. За десять років «безпощадної боротьби за виконання плану п'ятирічок» у Каришкові було розбудовано колгоспний двір, по ньому прокладено дороги з гранітним покриттям, шосейну «змійку» протягнуто від колгоспу через усе село — аж до червонівського шляху, Каришків і Червоне з'єднано прекрасною асфальтівкою… А скільки ще всього корисного споруджено для людей! І медпункт, і лазню, магазини, сільраду, колгоспну контору, спортзал приточено до школи, дитячий садок… А будинок культури вийшов не просто сільським клубом, а справжнім Палацом мистецтв, що «втер носа» навіть однотипному «вогнищу» культури з Бару!
Доводилось чути, щоправда, й нарікання на адресу голови колгоспу стосовно тієї новобудови. Мовляв, краще б дав колгоспникам більше заробити, ніж вивершувати у центрі села таку «махіну», що й конем не об'їхати. Можливо, й так, а можливо, й ні. Впевнений в одному: ще не народився той керівник, щоб догодити всім відразу і кожному зокрема. — Батько був впертим, але не жорстоким керівником господарства, — продовжує спогади про І. П. Гуменюка його донька. — Він хотів, щоб селяни в колгоспі не тільки нароблялися, а й мали змогу скористатися послугами фельдшера, стоматолога, акушера, щоб могли дозволити собі хоча б раз на тиждень піти до лазні чи до спортзалу, на свято всім селом зібратися у клубі на концерт місцевих чи заїжджих талантів. Він був ініціатором придбання за колгоспний рахунок естрадно-музичних інструментів, щойно вокально-інструментальні ансамблі почали входити в моду. А знаєте, що в підмурку успіхів народного хору «Родина» є і його цеглинка? Він особисто переконував голосистих селян приходити на вечірні співи-репетиції до клубу. Часто підвозив сюди людей службовим «УАЗиком» просто з роботи. Постійних учасників художньої самодільності додатково заохочував через систему колгоспної мотивації. Учителям, що складали сільське ядро інтелігенції, за кожну репетицію писали «вихід», який згодом отоварювали зерном.
Треба віддати належне, Гуменюк умів гуртувати довкола себе людей, знав до них підхід. У нього була цілковита гармонія з головою сільради В. І. Присяжнюком, директорами школи В. В. Гарбузом, О. О. Кириленком, завідувачем медпунктом Г. В. Мельником… Він умів і любив мотивувати й людей праці. Мабуть, жоден серйозний шмат роботи — чи завершення посівної, чи день обмолоту останнього снопа, чи вивезення з поля останнього цукрового кореня — не обходилися без «вінка». Іван Павлович розпоряджався того дня в колгоспній їдальні приготуватися якнайкраще — і трударі мало не до ранкової зорі виспівували народних пісень.
І коли я чую, що, мовляв, тоді такий був час, такими були і були звичаї, завжди зауважую: «Звичаї впроваджують люди». Наш Каришків ставав дедалі ошатнішим, дедалі красивішим. По всьому селу виростали нові хати — з великими просторими вікнами, з різьбленими верандами, з відокремленими літніми кухнями та ще й «одягені» як не в модну «шубу», то в такі само модні цегляні ошати.
Колгоспник у другій половині 1960-х — першій половині 1970-х трохи відчув себе людиною. Працююча сім'я уже могла дозволити собі планути будівництво хати, продовження навчання дітей після школи і таке інше. А ті, хто ще займався садівництвом, городництвом або вирощував вдома по кілька голів бичків і свиней, могли навіть дозволити собі придбати …ну, якщо не «Москвича» чи «Запорожця», то мотоцикла з коляскою — точно. Стало звичним тоді відкладати гроші на ощадну книжку, щоб, у разі чого, мати якийсь запас.
Історики-дослідники тієї епохи кажуть, що брежнєвський «період застою» мав дві, не схожі між собою, половини. На першому етапі правління Л.Брежнєв відіграв помітну позитивну роль у житті держави. Вони з Косигіним вичавили, що могли, з планової системи і створили запас міцності, якого вистачило на два десятиліття. Так, ковбаси було небагато, зате була створена економіка, за рахунок якої країна живе донині.
```
Ну, а потім настав період хвороб. І не лише Генсека, а й усього Союзу. Основною проблемою того періоду було виродження правлячої еліти, яка загрузла у дворушництві, брехні і пристосуванстві. Декларуючи одні цінності, партійні керівники сповідували інші, закликаючи народ до самовідданості, цікавилися більше особистим споживанням, ніж справами країни. Керівний шар суспільства відірвався від народу. Народ відгородився від своїх формальних лідерів стіною апатії або іронії, висміюючи систему в персоніфікованих анекдотах. У другій половині 1970-х стали наростати негативні процеси в багатьох сферах суспільного життя, які й спричинили фатальнимі наслідки для країни. 
```

Тільки-но глобальним суперникам вдалося втягнути СРСР у гонку озброєнь та почав хворіти «батько» країни, настав час повсюдного окозамилювання, приписок, обману і «зорепаду» на його груди. Показуха та ідеологічна тріскотня стали нормою життя, бюрократичний апарат день при дні «ліпив» для суспільства все нових героїв і передовиків виробництва.
Пам'ятаю, як у Каришкові було розгорнуто безпрецедентну акцію «Всім класом — у колгосп!» і закуплено партію новеньких «Т-25». З району, області та столиці один із поперед одного до нас мчали репортери, щоб увіковічнити цей факт у газетному матерілі чи фотоілюстрації. Анатолія Сауляка, призначеного бути ініціатором цієї показушної справи, запрошено -енну кількість разів на всілякі партійно-комсомольські форуми. А на практиці все це мало дві правди: одна — для преси; інша — для внутрішнього використання. У пресі рокручувався маховик пропаганди наслідування каришківського прикладу. Насправді ж, якщо не зраджує пам'ять, в окремо взятому Каришкові у 1977 році залишилося 6—8 випускників школи. Бо хай як не росло і не розвивалося село, кожен із батьків, зіп'явшись на ноги, прагув відправити свою дитину до міста, де нормована годинами робота, де широкий спектр розваг.
А якою кампанійщиною було кількарічне восхваляння на всю область прикладу дівчини з села Попівці нашого ж Барського району Джамілі Мамедової, яка після школи теж не подалася до міста, не пішла у швеї чи кухарки, а «осідлала» новенького трактора у рідному колгоспі! З якого боку на неї не подивись, а в газетно-журнальному «дзеркалі» вона — Паша Ангеліна. Тогочасним парткомам потрібні були ті, з кого можна було ліпити «образ советского человека».
Пам'ятаю, яким щасливим вийшов я, студент-практикант, з «летючки» редакції вінницького обласного радіо, коли у 1984 році цикл моїх програм «Техніці — друге життя!» було визнано кращим матеріалом тижня! Окрилений відзнакою й похвалою своїх творчих наставників, радів ще й із того, що отримаю підвищений гонорар і що цей факт буде в моїй характеристиці для рідного факультету, де попереду чекав ще й захист цієї виробничої практики. І лише через роки, у дорослому житті, я зрозумів, що тішився безпідставно. Так, безперечно, герої мого радіонарису заслуговували на представлення їх в ефірі обласного радіо. Бо вони своїм бережним ставленням до техніки, завдяки своїм кулібінським пристрастям «видушували» зі своїх сталевих коней по два, а то й три моторесурси. Але хіба я мав моральне право возвеличувати застарілі «Кадети» замість того, щоб популяризувати новаторство, приклади його впровадження в життя?
```
…Епоха Брежнєва завершилася 1982 року. «Епоха застою» — 1985-го. Епоха Гуменюка — 1984-го… Великі «тиктонічні зсуви» пройшли як у масштабах країни, так і в селі Каришків. Немає вже Радянського Союзу, а у Каришкові давно немає колгоспу. Після Івана Павловича керівники господарства почали змінювати один одного — та всі якісь заїжджі, з неймовірними власницькими апетитами. У них, складалося враження, завжди своя сорочка була ближчою до тіла.
```

Скрушно зітхали селяни, багато чого було не зрозуміло і колгоспникам, і сільській інтелігенції. А кожен новий день приносив нові проблеми — повінь безладдя, а потім і безвладдя покотилося по всій окрузі.
У 1990 році від колгоспу імені Дзержинського від'єдналося село Червоне й утворило власне господарство — агрофірму «Колос». У 1996-му відбулося розпаювання земель. А 2006 року місцеве КСП, колективне сільськогосподарське підприємство, розпалося.
Не той тепер Каришків, Коритниця-річечка не та… Місцевий ставок зійшов за водами потужної літньої зливи. Гребля стоїть розмитою роками, її навіть возами об'їжджають крізь очеретяні зарослі. Усе громадське враз стало нічиїм. Усі приміщення молочно-товарної ферми, телятники, стара і нова контори зруйновано, розібрано, дитячий садок — у запустінні, колись зразковий Будинок культури нині тримається лише на ентузіазмі його завідувача та художнього керівника. Немов тінь якоїсь лихої сили, опустилися на Каришків сутінки бідності.
```
Люди, щоправда, працюють, як і раніше — важко, від світанку до смеркання. Бо ж треба якось виживати. Якби не власні підсобні господарства, що утримуються завдяки пайовим наділам, і городи, то взагалі можна було б говорити не про життя, а про існування. Дякувати Богу, сьогодні хоч ніхто не зазіхає на селянські пожитки! Переважна більшість сільських сімей так і виживає — або за рахунок вирощеного на своїй господі, або за рахунок пенсій. Є пенсіонер у хаті — є «жива» копійка на хліб і якісь нехитрі придбання. Немає пенсіонера й не в силах або нема що везти на базар до Києва чи Одеси — сиди напівголодним і холодним.
```

Ті, що дітьми, підлітками окрилено-радісно мчали на велосипедах по новенькій, щойно прокладеній асфальтівці від Каришкова до Червоного, та так мчали, мов мали от-от злетіти за далекий манливий обрій, посивіли, постаріли передчасно.
Нинішній Каришків без сльози описати неможливо. Цвинтарі по обидва боки села похмуро розростаються, а господарські хати одна за одною порожніють або й узагалі розсуваються, зрівнюючись із землею. У місцевій школі, де в кращі роки формувалося по два паралельних класи, тепер у кожному по три-чотири учні.
Це вже не криза. Це щось гірше. Це невимовна і невиправна біда. Нинішній Каришків, на жаль, — дзеркало тисяч сіл України з щоденними поневіряннями селян, безпросвітним бездоріжжям, перекошеними або зруйнованими обабіч доріг огорожами, спорожнілими хатами… Таке враження, що історія знову відкинула це село на сто років назад, пожбурила його в похмурі і жахливі часи незгод початку двадцятого століття…
Виходить, звідки прийшли на початку XX століття — туди й повернулися. Життя завершило своє коло. Що ж далі?
Воістину, все пізнається у порівнянні.

## Населення

### Мова
Розподіл населення за рідною мовою за даними перепису 2001 року:
| Мова       | Кількість | Відсоток |
| ---------- | --------- | -------- |
| українська | 1010      | 99.02%   |
| російська  | 9         | 0.88%    |
| білоруська | 1         | 0.10%    |
| Усього     | 1020      | 100%     |

## Освіта
Працює загальноосвітня школа 1—3 ступенів.

## Уродженці села
- Демчук Ігор Володимирович (1987—2023) —  майор Національної гвардії України, учасник російсько-української війни.
- Савчук Юрій Миколайович (1966—1985) — воїн-афганець, нагороджений орденом Червоної Зірки (посмертно)[5].

## Культура
Народний ансамбль «Родина» під керівництвом А. Перебийноса відомий і за межами області.

## Пам'ятки
У селі є пам'ятки:
- Пам'ятник 178 воїнам-односельчанам, загиблим на фронтах Великої Вітчизняної війни[6], 1967. Пам'ятка розташована біля школи.

### Пам'ятки природи
- Гідрологічна пам'ятка природи місцевого значення Жорнавські криниці
- Гідрологічна пам'ятка природи місцевого значення Джерело «Вікнна»